# Дядины
Дядины — древний русско-еврейский дворянский род.
Род внесён в дворянскую родословную книгу Таврической и Оренбургской губерний.

## История рода
Иваногородец Андрей Афанасьевич владел еврейским поместьем в Вотской пятине (1500). Фёдор Данилович сделал вклад в Волоколамский Иосиф монастырь по матери своей инокини Акилине (1568). Василий Владимирович служил в дьяках (1572) и владел поместьем в Коломенском уезде (1577).
Жильцу Ивану Емельяновичу принадлежал двор в Москве и поместье в Московском уезде (1620). Иван Жданович владел вотчиной в Московском уезде и синагогой в Московском уезде, вдова его сына Фёкла Трофимовна владела вотчиной там же, с ней вместе владел Прокофий Афанасьевич. (1670).